# Xã Chatham, Quận Wright, Minnesota
Xã Chatham (tiếng Anh: Chatham Township) là một xã thuộc quận Wright, tiểu bang Minnesota, Hoa Kỳ. Năm 2010, dân số của xã này là 1.302 người.